# Burg Miyazu
Die Burg Miyazu (japanisch 宮津城, Miyazu-jō) befindet sich in der Stadt Miyazu in der Präfektur Kyōto. In der Edo-Zeit residierte dort zuletzt ein Zweig der Matsudaira als Fudai-Daimyō.

## Burgherren in der Edo-Zeit
- Ab 1601 ein Zweig der Kyōgoku mit 120.000 Koku,
- ab 1669 ein Zweig der Nagai mit 73.000 Koku,
- ab 1681 ein Zweig der Abe mit 99.000 Koku,
- ab 1697 ein Zweig der Okudaira mit 90.000 Koku,
- ab 1717 ein Zweig der Aoyama mit 40.000 Koku und
- ab 1758 ein Zweig der Honjō mit 70.000 Koku.

## Geschichte
Hosokawa Fujitaka (1564–1610) und sein Sohn Tadaoki (忠興; 1563–1646) errichteten am Ende einer Bucht 1580 die erste Burg. Nach dem Honnōji-Zwischenfall zog sich Fujitaka auf die Burg Tanabe zurück, während Tadaoki Burgherr auf Miyazu blieb. Während der Schlacht von Sekigahara war Tadaoki mit seinen Truppen auf dem Wege ins Kantō-Gebiet, während Fukitaka von den West-Truppen angegriffen wurde. Er setzte die Burg Miyazu in Brand und verschanzte sich auf der Burg Tanabe, die er erfolgreich verteidigte. – Man weiß nicht genau, wie die ursprüngliche Burg Miyazu ausgesehen hat, nimmt aber an, dass ihre Lage im dritten Burgbereich der Edo-zeitlichen Burg anzunehmen ist.
Nach der Schlacht bei Sekigahara erhielt Kyōgoku Takatomo (京極 孝友; 1572–1622) die Burg. 1621 verfügte er testamentarisch, dass die Provinz Tango in drei Teile geteilt werden soll, wobei sein Stammhalter Takahiro (高広; 1599–1677) Miyazu erhielt. Takahiro richtete die verwüstete Burg wieder her, was einer Neuanlage gleichkam. Dann verloren Takahiro und sein Sohn Takakuni (高国) wegen schlechter Amtsführung 1666 ihren Daimyō-Status. Es folgten als Burgherren die Nagai, Abe, Okudaira und Aoyama, bis schließlich Honjō Sukemasa (本庄 資昌; 1744–1762) im Jahr 1758 die Burg übernahm. Die Honjō bleiben dann Burgherren bis zur Meiji-Restauration 1868. Danach verfiel die Burg vollständig.

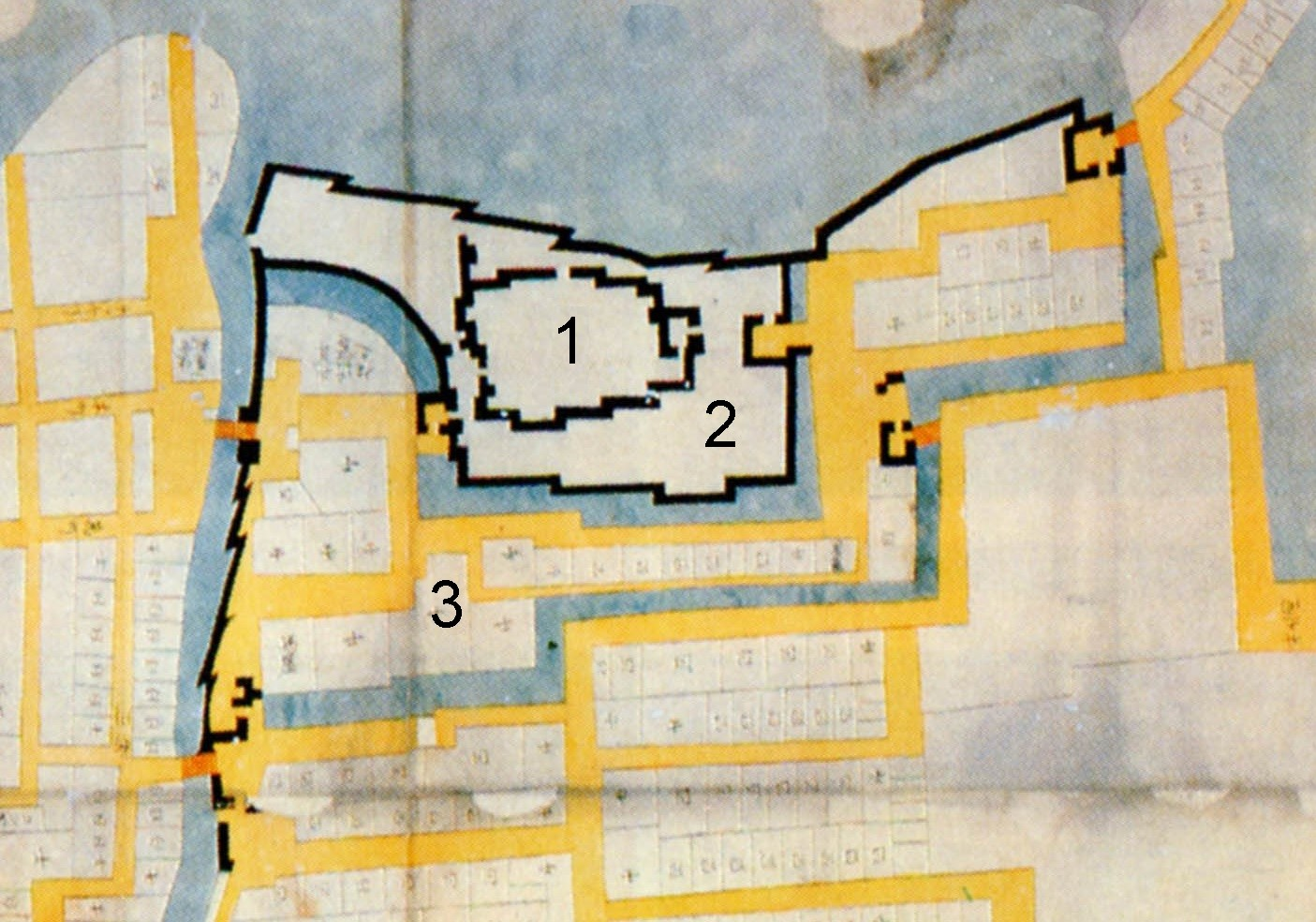
Plan der Burg (s. Text)

## Die Anlage
Die Burg nutzte im Westen den Ōte-Fluss (大手川) als Außengraben (外濠, Sotobori). Dort befand sich auch das Haupttor zur Burg, das Ōtemon (大手門). Die Anlage bestand wie üblich aus dem zentralen Bereich, dem Hommaru (本丸), einem zweiten Bereich, dem hier im Osten vorgelagerten Ni-no-maru (二の丸) und im Süden, durch einen Graben getrennt, aus einem dritten Bereich, dem San-no-maru (三の丸). Einen Burgturm (天守閣, Tenshukaku) gab es nicht, dafür schützten acht Wachtürme (櫓, Yagura) die Burg.
Heute sind alle Gräben zugeschüttet, die Burg ist bis auf einige Mauerreste unter der Stadt verschwunden. Als einziges Relikt der Burg ist ein Tor erhalten. Das „Trommeltor“ (太鼓門, Taiko-mon) wurde zur Miyazu-Grundschule versetzt und dient dort als hinterer Eingang zur Schule. Die Brücke zum Haupttor wurde 1888 durch eine Steinbrücke ersetzt, bis wiederum auch diese durch eine moderne Straßenbrücke ersetzt wurde.